# Хейч, Энн
Энн Хейч (Хеч или Хейш) (англ. Anne Heche, МФА [ˈheɪʃ] или /heɪtʃ/; 25 мая 1969, Орора, Огайо — 11 августа 2022, Лос-Анджелес, Калифорния) — американская актриса, режиссёр и сценарист.

## Биография и карьера
Энн Селеста Хейч родилась 25 мая 1969 года в городе Аврора, штат Огайо, в семье Дональда и Нэнси Хейч. Её отец был баптистским священником и руководителем церковного хора, а перед своей смертью от СПИДа в 1983 году признался семье в своей гомосексуальности. Через год после смерти отца — в автокатастрофе погиб старший брат Энн, начинающий актёр Нэйт. В 1985 году, когда Энн было 16 лет, ей предложили контракт на съёмки в мыльной опере «Как вращается мир». Но тем не менее Энн, посоветовавшись с матерью, отказалась от его подписания, посчитав, что вначале нужно окончить среднюю школу.
Сразу после окончания школы Энн переехала в Нью-Йорк, где приняла предложение на съёмки в сериале «Другой мир». С 1987 по 1991 год она исполняла в нём роль Вики Карсон, за которую в 1991 году получила дневную премию «Эмми». В последующие годы Энн много снималась как на телевидении, так и в кино. Она появилась в таких фильмах как «Донни Браско» (1997), «Вулкан» (1997), «Я знаю, что вы сделали прошлым летом» (1997), «Шесть дней, семь ночей» (1998), «Психо» (1998) и других. В 2004 году она была номинирована на премию «Тони» за свою роль в пьесе «Двадцатый век».
В 2008 году актрису можно было увидеть в мелодраме «Бабник» в паре с Эштоном Кутчером, в 2011 — в криминальной драме «Бастион» в роли Екатерины, а в 2012 — в драме «Артур Ньюман» с Колином Фёртом и Эмили Блант.
В 2015 году состоялась мировая премьера боевика «Шальная карта», в котором партнёрами Энн Хейч по съёмочной площадке стали Джейсон Стейтем, Стэнли Туччи и Майло Вентимилья. В 2015—2019 годах актриса преимущественно играла в сериалах («Раскопки», «Последствия», «Отважные», «Куантико», «Полиция Чикаго»).
В 2020 году исполнила главную роль в психологическом триллере «Час истины».

### ДТП и смерть
5 августа 2022 года Хейч попала в серию из трёх автомобильных аварий в Лос-Анджелесе, при этом последнее ДТП стало наиболее серьёзным, нанеся актрисе критические травмы и разрушив при этом жилой дом. Первое происшествие произошло, когда её автомобиль врезался в гараж, получив при этом мелкие повреждения. На видео, опубликованном изданием TMZ, было видно, как автомобиль Хейч, Mini Clubman, находится на месте аварии, а неизвестный мужчина неоднократно кричит водителю: «Выходи из машины!». Спустя некоторое время автомобиль сдал задним ходом и покинул место происшествия. На опубликованной ресурсом TMZ фотографии водитель был опознан как Энн Хейч. TMZ также сообщил о втором ДТП, в котором автомобиль актрисы, не останавливаясь, врезался в Jaguar, при этом второй водитель не пострадал. На видеозаписи было видно, как Mini Clubman едет с большой скоростью по улице и едва не сбивает пешехода. За мгновение до аварии камера дверного глазка зафиксировала, как автомобиль Хейч проезжает по соседней улице на очень высокой скорости, а через несколько секунд раздаётся звук удара. В последнем ДТП автомобиль актрисы врезался в дом, проломил стену и въехал в здание на 9 метров, зажав Хейч в салоне. При этом автомобиль загорелся, что привело к пожару во всём доме. Брайан Хамфри из пожарной службы Лос-Анджелеса заявил, что в результате возникшего пожара в доме 59 пожарным потребовалось 65 минут, чтобы потушить его и извлечь актрису из автомобиля. Дом был повреждён и стал непригодным для проживания. Арендатор дома не пострадал, однако заявил, что он и его домашние животные едва не погибли, и в результате пожара он лишился всего своего имущества.
Представители правоохранительных органов сообщили Los Angeles Times, что в момент аварии Хейч «находилась под воздействием алкоголя и вела себя неадекватно». Департамент полиции Лос-Анджелеса заявил, что предварительный анализ крови подтвердил наличие наркотиков в организме Хейч, однако для выявления конкретных наркотиков требуется более комплексный токсикологический анализ, который может занять несколько недель.
С места аварии Хейч унесли на носилках и доставили в больницу. На кадрах видеосъёмки было запечатлено, как Хейч сидела на носилках и боролась с парамедиками, в то время как её заносили в машину скорой помощи; однако вскоре после этого она потеряла сознание. 8 августа 2022 года представитель актрисы заявил, что она находится в коме в чрезвычайно критическом состоянии и ей требуется искусственная вентиляция лёгких.
11 августа 2022 года представитель актрисы заявил, что вероятность выздоровления Хейч невелика из-за аноксической травмы мозга и что она находится на аппарате жизнеобеспечения для определения возможности использования её органов в качестве донорских. Спустя несколько часов Хейч была объявлена мёртвой, однако продолжала находиться на аппарате жизнеобеспечения для оценки жизнеспособности донорских органов и поиска реципиентов. После того как мозг Хейч был признан мёртвым, по законодательству Калифорнии актриса юридически была признана мёртвой. 14 августа 2022 года было объявлено, что реципиенты органов найдены и что её тело будет подвергнуто процедуре посмертного донорства органов во второй половине дня. Тем же вечером её представитель сообщил, что она «была мирно отключена от системы жизнеобеспечения». Согласно заключению судебно-медицинского эксперта округа Лос-Анджелес, Хейч умерла от «вдыхания дыма и термических ожогов», а также «перелома грудины в результате тупой травмы». Её смерть была признана несчастным случаем.
Тело Энн Хейч было кремировано 18 августа 2022 года, её останки были погребены на кладбище Hollywood Forever 23 августа 2022 года.

## Личная жизнь
В США широко обсуждалась любовная связь Энн с комедийной актрисой Эллен Дедженерес, с которой она встречалась с 1997 по 2000 год. Спустя год после расставания с ней Хейч вышла замуж за кинооператора Коулмана Лаффуна, от которого 2 марта 2002 года родила сына Гомера. Пара рассталась в 2008 году после шести лет брака.
В 2007—2018 годах состояла в фактическом браке с актёром Джеймсом Таппером, от которого 7 марта 2009 года родила сына Атласа Хейч-Таппера.

## Фильмография
| Год       |    | Русское название                     | Оригинальное название            | Роль                 |
| --------- | -- | ------------------------------------ | -------------------------------- | -------------------- |
| 1993      | ф  | Приключения Гека Финна               | The Adventures of Huck Finn      | Мэри Джейн Уилкс     |
| 1994      | ф  | Карманные деньги                     | Milk Money                       | Бетти                |
| 1994      | ф  | Я согласен на всё                    | I'll Do Anything                 | Клер                 |
| 1994      | тф | Девочки в тюрьме                     | Girls in prison                  | Дженнифер            |
| 1996      | тф | Если бы стены могли говорить         | If these walls could talk        | Кристин              |
| 1996      | ф  | Донни Браско                         | Donnie Brasco                    | Мэгги Пистоне        |
| 1996      | ф  | Присяжная                            | The Juror                        | Джульета             |
| 1997      | ф  | Вулкан                               | Volcano                          | Доктор Эми Бэрнс     |
| 1997      | ф  | Я знаю, что вы сделали прошлым летом | I know what you did last summer  | Мелисса Иган         |
| 1997      | ф  | Плутовство                           | Wag the Dog                      | Уинфред Эймс         |
| 1998      | ф  | Шесть дней, семь ночей               | Six Days Seven Nights            | Робин Монро          |
| 1998      | ф  | Форс-мажор                           | Return to Paradise               | Бэт Истерн           |
| 1999      | ф  | Третье чудо                          | The Third Miracle                | Роксана              |
| 1998      | ф  | Психо                                | Psycho                           | Мэрион Крейн         |
| 2000      | ф  | Вне подозрений                       | Auggie Rose / Above Suspicion    | Люси                 |
| 2001      | с  | Элли Макбил                          | Ally McBeal                      | Мелани Уэст          |
| 2001      | ф  | Нация прозака                        | Prozac Nation                    | доктор Стерлинг      |
| 2002      | ф  | Джон Кью                             | John Q                           | Ребекка Пейн         |
| 2004      | тф | Выбор Грейси                         | Gracie's Choice                  | Ровена Лоусон        |
| 2004      | ф  | Рождение                             | Birth                            | Клара                |
| 2005      | ф  | Жизнь как секс                       | Sexual Life                      | Гвэн                 |
| 2006      | ф  | Роковое желание                      | Fatal Desire                     | Таня Салливан        |
| 2006—2008 | с  | Люди в деревьях                      | Men in Trees                     | Мэрин Фрист          |
| 2007      | ф  | Кровавая расплата                    | Suffering Man's Charity          | Хелен Джекобсен      |
| 2007      | ф  | Что такое любовь                     | What Love Is                     | Лаура                |
| 2007      | мф | Супермен: Судный день                | Superman/Doomsday                | Лоис Лейн            |
| 2009—2011 | с  | Жеребец                              | Hung                             | Джессика Хаксон      |
| 2009      | ф  | Бабник                               | Spread                           | Саманта              |
| 2010      | ф  | Копы в глубоком запасе               | The Other Guys                   | Памела Бордман       |
| 2011      | ф  | Совсем не бабник                     | Cedar Rapids                     | Джоан Островски-Фокс |
| 2011      | ф  | Бастион                              | Rampart                          | Кэтрин               |
| 2013—2015 | мс | Время приключений                    | Adventure Time                   | Вишнёвая Крем-Сода   |
| 2014      | мс | Легенда о Корре                      | The Legend of Korra              | Суинь Бейфонг        |
| 2014      | ф  | В канун Рождества                    | Оригинальное название неизвестно | Nell Blackmore       |
| 2015      | ф  | Шальная карта                        | Wild Card                        | Рокси                |
| 2016      | с  | Последствия                          | Aftermath                        | Карен Коупленд       |
| 2017      | с  | Отважные                             | The Brave                        | Патрисия Кэмпбелл    |
| 2018—2019 | с  | Полиция Чикаго                       | Chicago P.D.                     | Кэтрин Бреннан       |
| 2020      | ф  | Час истины                           | The Vanished / Hour of Lead      | Венди                |
| 2021—2022 | с  | Всем встать                          | All Rise                         | Коррин Катберт       |
| 2022      | с  | Кумир                                | The Idol                         |                      |

## Награды
- Дневная премия «Эмми» 1991 — «Лучшая юная актриса в драматическом сериале» («Другой мир»).

### Комментарии
1. ↑  Данный вариант передачи фамилии на русский язык является транскрипционным, поскольку соответствует фактическому произношению[5] носителей английского языка. Более предпочтительным является вариант «Хейч», поскольку соответствует произношению самого носителя[6].